# Tomás Herrera García
Tomás Herrera García (Chalatenango; 5 de mayo de 1947) es un exárbitro de fútbol salvadoreño.

## Trayectoria
Tuvo sus inicios en 1969, pero fue diez años más tarde que portó la escaparela FIFA, cuando dirigió en el Preolímpico de Concacaf de 1980. Portaría por 17 años ese gafete en sus 26 años de trayectoria.
A nivel de clubes, arbitró en cinco ocasiones una final de la Primera División de El Salvador.